# Tribute To Children
Tribute To Children é um álbum álbum ao vivo de Teena Johnsons especial para as crianças. Foi gravado na Argentina em Inglês, não vendeu tanto como Teena desejava.

## Faixas
| Tribute To Children |                       |         |  |
| N.º                 | Título                | Duração |  |
| 1.                  | "Tickle"              |         |  |
| 2.                  | "Tribute To Children" |         |  |
| 3.                  | "Come On Kids"        |         |  |
| 4.                  | "The Party (Bônus)"   |         |  |

## Singles
| Tribute To Children |                     |         |  |
| N.º                 | Título              | Duração |  |
| 1.                  | "Tickle"            |         |  |
| 2.                  | "The Party (Bônus)" |         |  |